# Hed PE
Hed PE, poznat i kao (hed) planet earth i (həd) p.e. je američki rock sastav iz Huntigton Beacha. 
Sastav je osnovan 1994., pod imenom "Hed" (kasnije su zbog pravnih problema u ime dodali "PE") a prvu postavu činili su reper Jared Gomes, gitaristi Wes Geer i Chizad, basist Mawk, bubnjar B.C. Vaught i DJ Product © 1969. Njihova glazba je mješavina punk rocka i hip hopa, iako znaju uvoditi i elemente heavy metala, reggaea i ostalih žanrova. Sastav svoju glazbu naziva "G-punkom". Do sada su objavili sedam studijskih albuma, jedan album uživo, te jednu kompilaciju.

## Članovi sastava

### Trenutačna postava
- Jared Gomes — vokal
- Jaxon — gitara
- Mawk — bas-gitara
- DJ Product © 1969 — DJ
- Trauma — bubnjevi

### Bivši članovi
- Wesstyle — gitara
- Sonny Mayo — gitara
- Chizad — gitara
- Devin Lebsack — bubnjevi
- Moke — bubnjevi
- B.C. Vaught — bubnjevi
- Christopher Hendrich — bubnjevi
- The Finger — klavijature
- TiLo — prateći vokal
- Alfunction — bas-gitara
- Tiny Bubz — bubnjevi

## Diskografija
- Hed PE (1997.)
- Broke (2000.)
- Blackout (2003.)
- Only in Amerika (2004.)
- Back 2 Base X (2006.)
- Insomnia (2007.)
- The D.I.Y. Guys (2008.)
- New World Orphans (2009.)

## Vanjske poveznice
- Službena stranica